# Sosnowka (Kaliningrad, Nesterow, Tschistyje Prudy)
Sosnowka (russisch Сосновка, deutsch Szeldkehmen, 1936–1938 Scheldkehmen, 1938–1945 Schelden) ist ein Ort im Südosten der russischen Oblast Kaliningrad. Er gehört zur kommunalen Selbstverwaltungseinheit Stadtkreis Nesterow im Rajon Nesterow.

## Geographie
Sosnowka liegt im Nordwesten der Rominter Heide zwei Kilometer östlich von Krasnolessje (Groß Rominten/Hardteck) und ist von dort über eine Nebenstraße zu erreichen. Bis in die 1970er Jahre war Krasnolessje die nächste Bahnstation an der Bahnstrecke Gołdap–Nesterow, die nach 1945 nur noch im russischen Abschnitt betrieben wurde und dann eingestellt wurde.

## Ortsname
Die Ortsbezeichnung Sosnowka kommt in Russland oft vor, allein in der Oblast Kaliningrad trifft man sie siebenmal an. Im Rajon Nesterow gibt es in 30 Kilometer Entfernung einen Ort Sosnowka südwestlich der Rajonshauptstadt, der vor 1938 Danzkehmen, 1938–1946 Oetttingen hieß und ein Vorwerk von Groß Trakehnen (russisch Jasnaja Poljana) war.

## Geschichte
Die damals Szeldkehmen genannte Gemeinde war eine der elf Landgemeinden bzw. Gutsbezirke, die am 18. März 1874 den neu errichteten Amtsbezirk Rominten (später „Groß Rominten“ genannt) bildeten.
Am 17. September 1936 änderte man die Schreibweise des Namens Szeldkehmen in „Scheldkehmen“, um den Ort dann aber am 3. Juni 1938 (mit amtlicher Bestätigung vom 16. Juli 1938) in „Schelden“ umzubenennen.
Bis 1945 gehörte das Dorf zu dem seit 1939 neu benannten Amtsbezirk Hardteck im Landkreis Goldap im Regierungsbezirk Gumbinnen der preußischen Provinz Ostpreußen.
Im Oktober 1944 wurde der Ort von der Roten Armee besetzt. Die neue Polnische Provisorische Regierung ging zunächst davon aus, dass er mit dem gesamten Kreis Goldap unter ihre Verwaltung fallen würde. Im Potsdamer Abkommen (Artikel VI) von August 1945 wurde die neue sowjetisch-polnische Grenze aber unabhängig von den alten Kreisgrenzen anvisiert, wodurch der Ort unter sowjetische Verwaltung kam. Die polnische Umbenennung des Ortes in Sulęty im Juli 1947 wurde (vermutlich) nicht mehr wirksam. Im November 1947 erhielt der Ort die russische Bezeichnung Sosnowka und wurde gleichzeitig dem Dorfsowjet Krasnolessenski selski Sowet im Rajon Nesterow zugeordnet. 1954 gelangte Sosnowka in den Tschistoprudnenski selski Sowet. Von 2008 bis 2018 gehörte der Ort zur Landgemeinde Tschistoprudnenskoje selskoe posselenije und seither zum Stadtkreis Nesterow.

### Einwohnerentwicklung
| Jahr | Einwohner |
| ---- | --------- |
| 1910 | 226       |
| 1933 | 303       |
| 1939 | 555       |
| 2002 | 59        |
| 2010 | 42        |

## Kirche
Die vor 1945 überwiegend evangelische Bevölkerung von Szeldkehmen/Scheldkehmen/Schelden gehörte seit 1868 zum Kirchspiel Groß Rominten (russisch Krasnolessje) im Kirchenkreis Goldap (polnisch Gołdap) in der Kirchenprovinz Ostpreußen der Kirche der Altpreußischen Union. letzter deutscher Geistlicher war Pfarrer Alfred Radtke.
Nach dem Verbot allen kirchlichen Lebens in der Zeit der Sowjetunion kam es im Nachbarort Tschistyje Prudy in den 1990er Jahren zur Neugründung einer evangelischen Gemeinde, die sich in die Propstei Kaliningrad der Evangelisch-Lutherischen Kirche Europäisches Russland (ELKER) eingliederte. Sie zuständigen Geistlichen sind die der Salzburger Kirche in Gussew (Gumbinnen).